# St Mary and All Saints (Chesterfield)

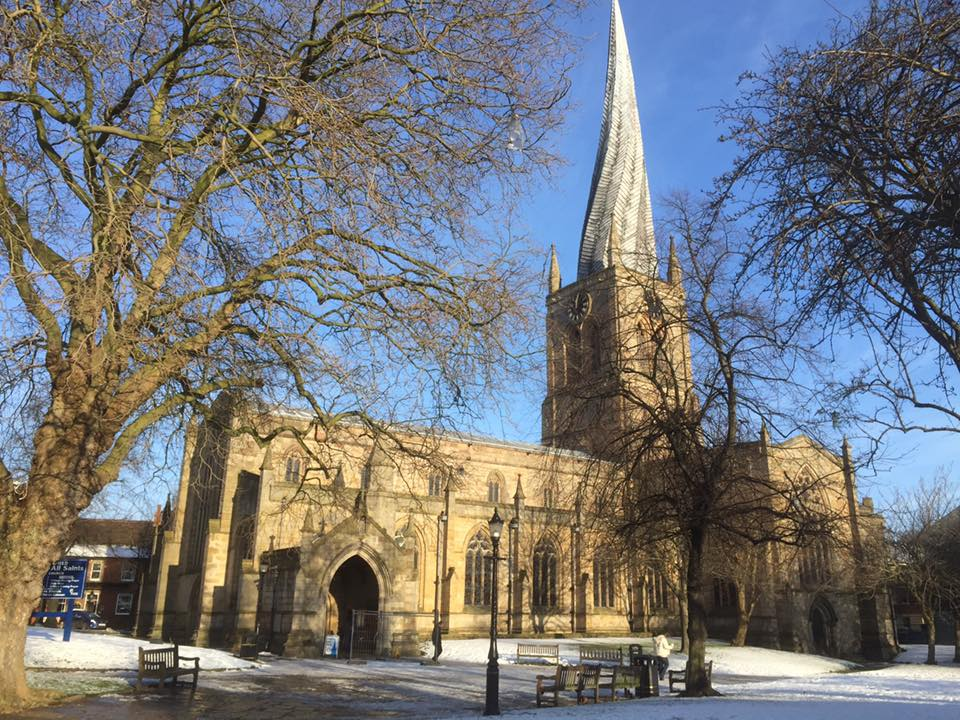
St Mary and All Saints, Chesterfield

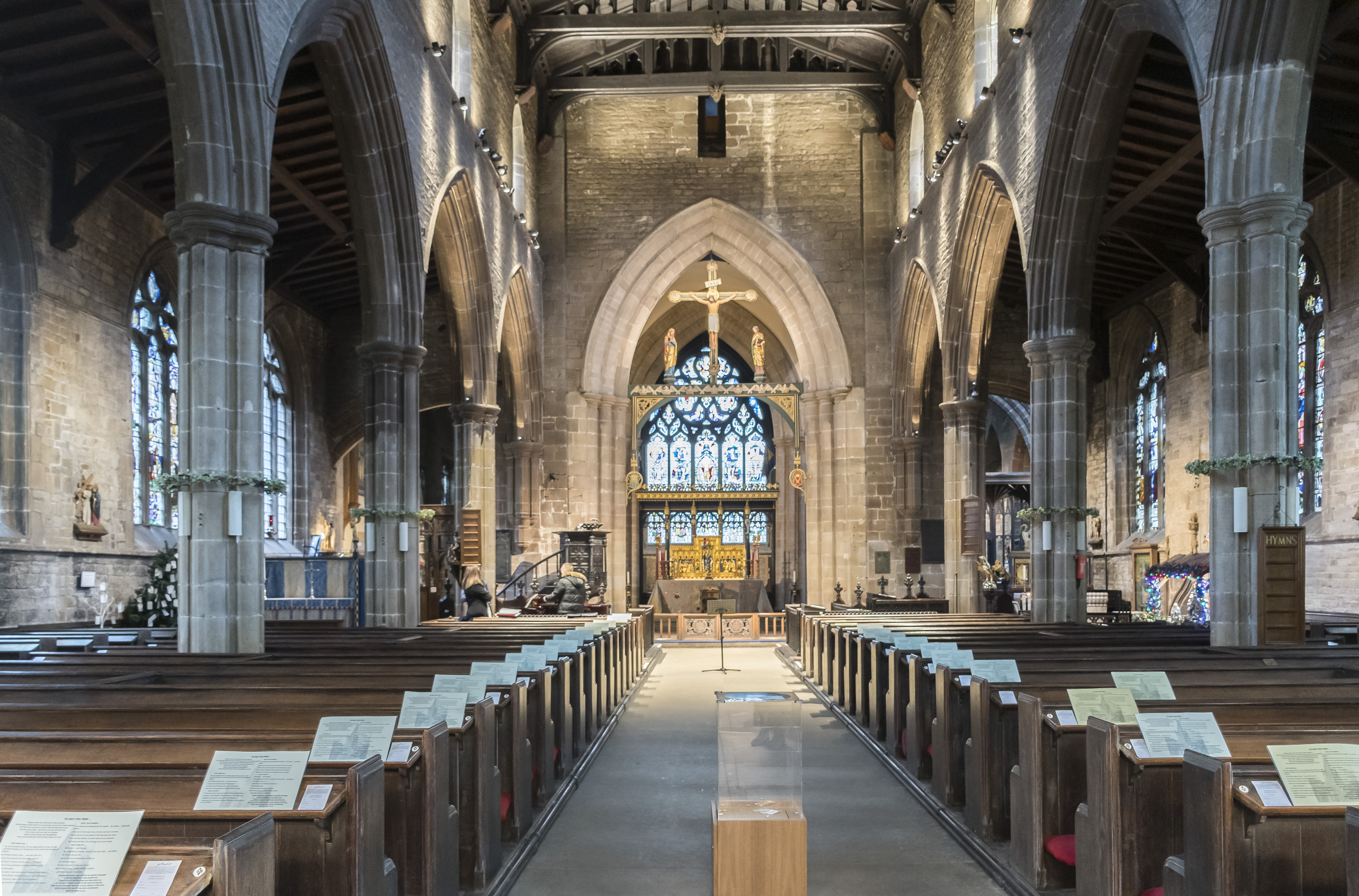
Langhaus und Blick in den Chor

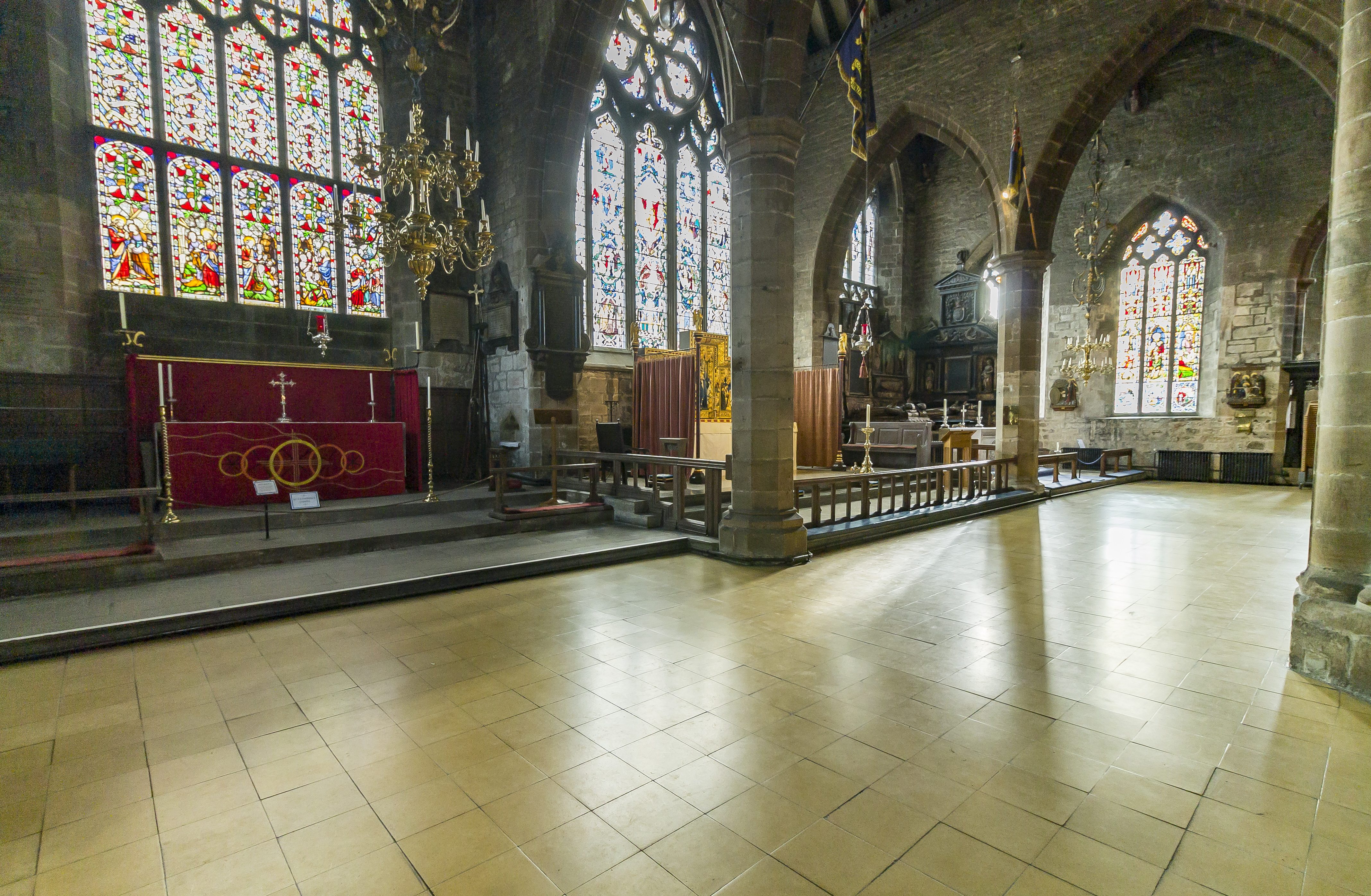
Chor mit Altären und den beiden Doppelkenotaphen der Familie Foljambe im Hintergrund

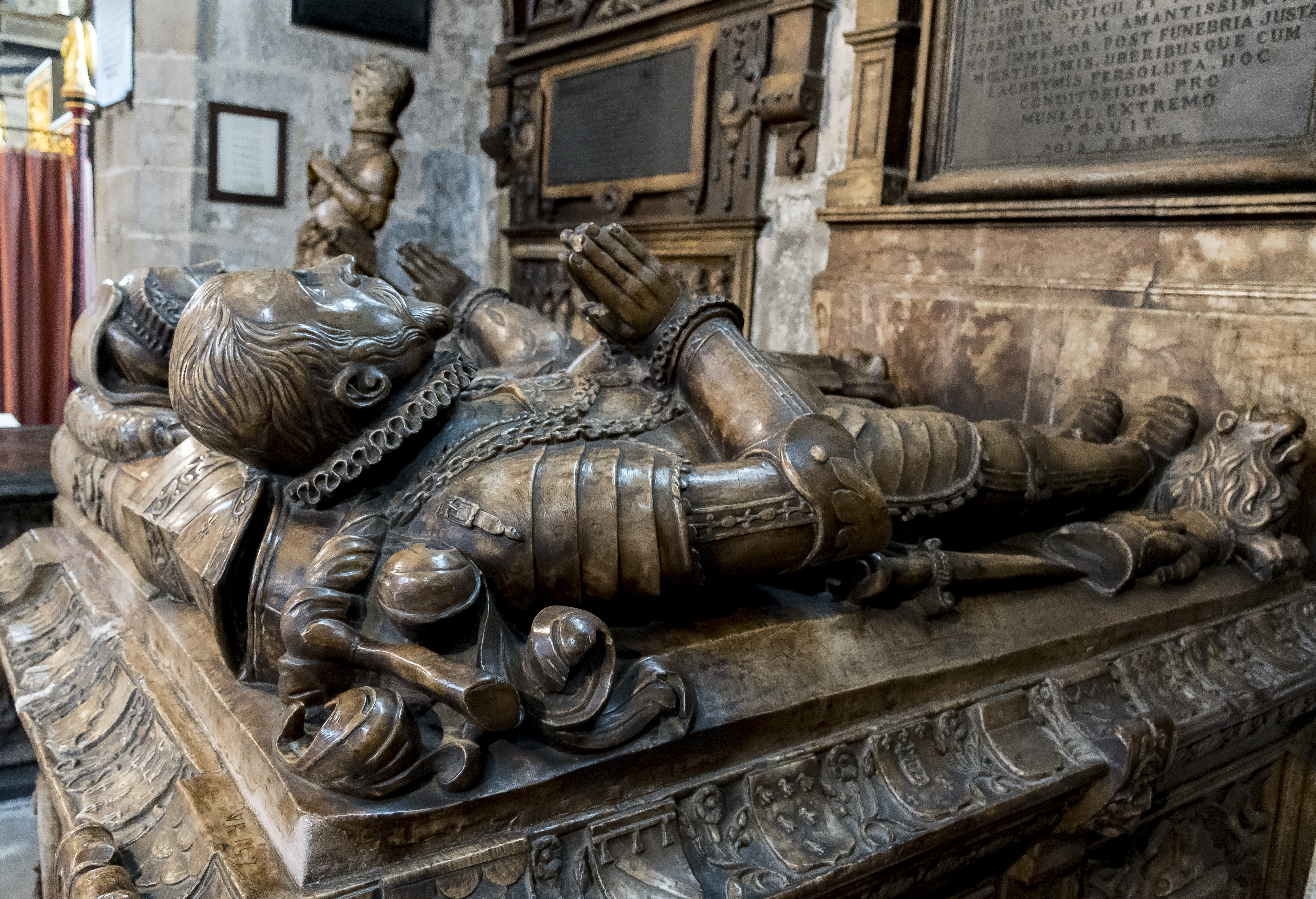
Foljambe-Kenotaph

Die in ihrer Substanz spätgotische Kirche St Mary and All Saints in der englischen Stadt Chesterfield in der Grafschaft (county) Derbyshire ist die anglikanische Pfarrkirche (Parish Church) der Stadt. Die wegen ihres schrägen und verdrehten Spitzhelms (Crooked Spire) des Vierungsturms in ganz England bekannte Kirche ist als Grade-I-Bauwerk eingestuft und gehört zum Major Churches Network.

## Lage
Chesterfield liegt etwa 20 km (Fahrtstrecke) südlich der mittelenglischen Großstadt Sheffield bzw. gut 40 km nordwestlich von Nottingham in einer Höhe von ca. 80 m. Die Kirche liegt inmitten der Stadt.

## Geschichte
An dem Platz gab es bereits im 9. Jahrhundert eine deutlich kleinere angelsächsische Kirche, aus der noch das Taufbecken erhalten ist. Mit dem Bau der heutigen Pfarrkirche wurde im Jahr 1234 begonnen, doch stammt die Kirche größtenteils aus dem 14. Jahrhundert; sie umfasst demzufolge die Stilepochen des Early English, des Decorated und des Perpendicular Style. Im Verlauf der englischen Reformation unter Heinrich VIII. verlor sie einen Großteil des Bauschmucks und auch Teile des Bauwerks wurden beschädigt. Im 17. Jahrhundert wurde sie jedoch komplett restauriert und der Architekt George Gilbert Scott verlieh ihr in den 1840er Jahren ihr heutiges Erscheinungsbild. Im Jahr 1861 traf ein Blitz den Turmhelm.

## Architektur
Die auf dem Grundriss eines lateinischen Kreuzes erbaute Kirche ist basilikal angelegt. Der ca. 69 m hohe Vierungsturm entstand in den 1360er Jahren. Aufgrund der Verwendung von nicht oder zu kurz gelagertem Bauholz, schlecht ausgeführter Zimmermannsarbeit und der Bleiplatten-Abdeckung mit einem Gewicht von ca. 33 t begann der Turmhelm sich allmählich zu drehen und sich etwa 3 m aus der Mitte nach Norden zu senken; nach einer anderen Theorie wird auch der stärkeren Sonneneinstrahlung auf der Südseite und der dadurch hervorgerufenen größeren Ausdehnung der Bleiplatten eine Mitschuld zugeschrieben.
Unter einem hohen Westfenster befindet sich das eher kleine gotische Portal. Das dreischiffige Langhaus der Kirche ist von offenen Dachstühlen bedeckt. Hinter einem Spitzbogen mit einem Triumphkreuz befindet sich der Altar. Ein Decorated-Style-Fenster bildet den Abschluss des Chors.

## Ausstattung
Wichtigste Teile der Kirchenausstattung sind das – wahrscheinlich noch angelsächsische – Taufbecken, das kleine spätgotische Altarretabel (reredos) und die beiden Doppelkenotaphe der Familie Foljambe aus dem 16. Jahrhundert.